# Catedral de San Juan Evangelista (Milwaukee)
La Catedral de San Juan Evangelista  (en inglés: Cathedral of St. John the Evangelist) es la sede episcopal de la arquidiócesis de Milwaukee en Milwaukee, Wisconsin, Estados Unidos. Está incluida en el Registro Nacional de Lugares Históricos y fue designado hito de Milwaukee. Se encuentra justo al este del Parque Cathedral Square.
El arzobispo John Henni compró un terreno para la catedral en 1844. La primera piedra fue colocada el 5 de diciembre de 1847, después de conseguir casi $ 30,000 para terminar la construcción. Fue concluida en 1852 y dedicada a San Juan Evangelista. El edificio fue diseñado por el arquitecto Victor Schulte en el estilo Zopfstil del siglo XIX y construido con ladrillos Cream City, un ladrillo de color claro distintivo encontrado localmente. 

## Véase también

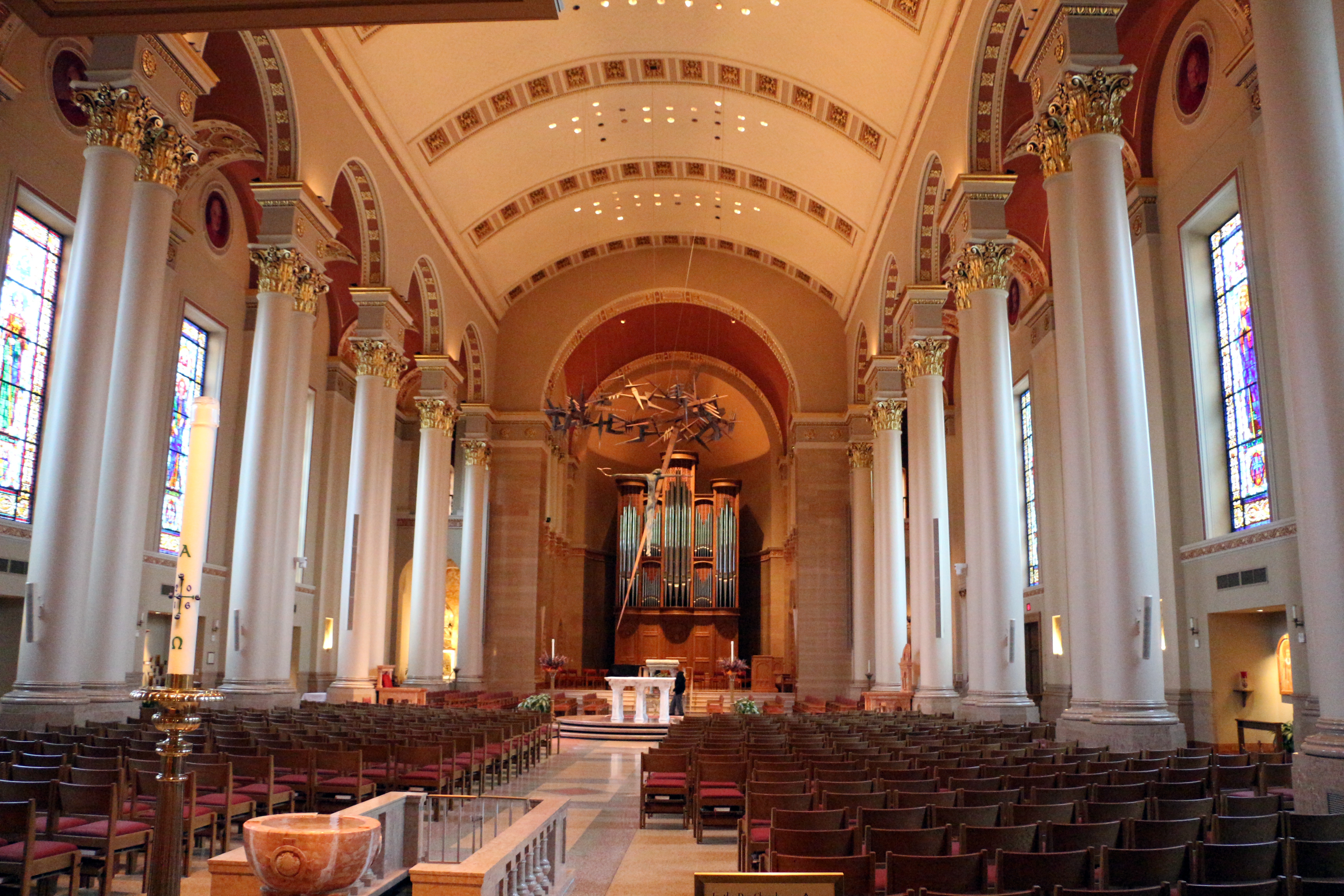
Vista interna